# 琴の海市
琴の海市（ことのうみし）は、長崎県西彼杵郡の3町（時津町・長与町・琴海町）の合併で誕生予定だった市である。

## 経緯
2002年10月1日に発足した、西彼中部三町合併協議会により合併が検討された。しかし、消防・救急の事務体制で話がこじれ（合併後に新市で消防・救急本部を立ち上げるまでの期間、合併前と同じく長崎市（長崎市消防局）に消防・救急業務を委託するように提案するも、長崎市側はこれを拒否した）、次第に合併計画慎重ムードが高まった。そして、2004年に長与町が協議会離脱を表明、同年末を以て西彼中部三町合併協議会は解散となり、琴の海市は幻の市となった。

## 概要
合併は2006年を予定していて、市名は公募で決められていた。上位10点には琴の海市の他に西彼杵市・北長崎市・与津海市などが挙げられ、この中から最終候補5点を選び、さらにその中から琴の海市に決定もされていた。
誕生していれば、人口約8万人、市役所は長与町役場に置かれる予定だった。

## その後
合併予定だった3町のうち、琴海町は長崎市に編入したが、残る時津町・長与町は両町の合併も長崎市への編入も検討せず、町制を継続している。